# ORIGINAL MOTION PICTURE SOUNDTRACK THE MOVIE3
『ORIGINAL MOTION PICTURE SOUNDTRACK THE MOVIE3』（オリジナル モーション ピクチャー サウンドトラック ザ ムービースリー）とは『踊る大捜査線』の劇場版第3弾『踊る大捜査線 THE MOVIE3 ヤツらを解放せよ!』のオリジナル・サウンドトラック。2010年7月7日に発売された。今までのドラマ版から『容疑者 室井慎次』まで担当していた松本晃彦に代わり、『SP 警視庁警備部警護課第四係』などの音楽を手がけてきた菅野祐悟が担当している。なお、『THE MOVIE 3』でも「Rhythm And Police」などは使われている。

## 収録曲
1. BEGINNING
2. Clap
3. WAKU
4. Servant Leader
5. Criminal
6. DUEL
7. 運命
8. 魔女降臨
9. Newtype
10. Confrontation
11. LIFE (Piano ver.)
12. Darkside
13. Symphony
14. SPECIAL INVESTIGATION
15. 湾岸日和
16. Witch’s Room
17. Spirit
18. LIMIT
19. 闇
20. Battle
21. 湾岸の要塞
22. Voice of LIFE
23. 仲間
24. VS
25. LIFE ~「踊る大捜査線 THE MOVIE 3 ヤツらを解放せよ!」 メインテーマ~

作曲は全曲、菅野祐悟